# Рокния

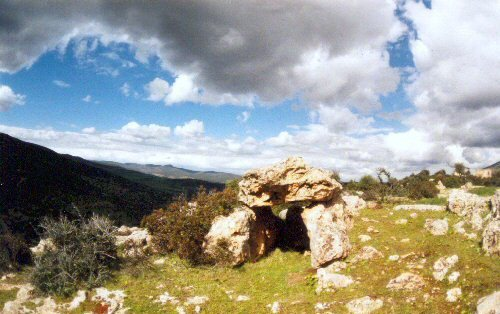
Один из дольменов в Рокнии

Рокния — доисторический некрополь. Находится в провинции Гельма на северо-востоке Алжира. Включает более 7000 дольменов (для сравнения: во всей Франции было обнаружено только 4500 дольменов, включая полуразрушенные и ныне не сохранившиеся) на полосе длиной около 2 км вдоль скалистого побережья.
В настоящее время в Рокнии проживает берберское племя.